# 3D Viewer
3D Viewer (3D ビューアー、旧Mixed Reality Viewer←View 3D) とはMicrosoft Windowsに搭載されている3Dビューワである。

## 歴史

### 前史
3D Viewerより前にもMicrosoftの3Dビューワは存在していた。1997年、MicrosoftはInternet Explorer用のVRML (仮想現実モデリング言語) 2.0形式表示向けActiveXプラグインとして、Dimension Xの技術に基づくMicrosoft VRML 2.0 Viewerプラグインをリリースしていた。
また、開発者向けでは、2001年、DirectX 8.1 SDKに.x形式を編集するためのMeshViewツール (MView.exe) が追加され、2008年、DirectX SDK June 2008でEffectEditツール及びMeshViewツールの後継となるDirectX Viewerが追加された。その後、2012年、Microsoft Visual StudioにModel Editor機能及びShader Designer機能が内蔵されるようになり、また、DirectX SDK自体もMicrosoft Windows SDKへと統合された。
2013年、MicrosoftはWindows 8.1で3Dプリンタのネイティブ対応を発表し、同年、Windows 8.1用の3Dプリンタ向けツールとして「3D Builder」をリリースした。

### 3D Viewerの登場
3D Viewerは当初、2017年のWindows 10 Creators Updateでペイント3DやRemix 3Dなどの3Dアプリと共にView 3Dとして搭載された。その後、同年秋のWindows 10 Fall Creators Update搭載の複合現実 (MR)向けプラットフォーム「Windows Mixed Reality」に合わせて、View 3DはMixed Reality Viewerへと改名された。
2018年10月、Windows 10 October 2018 Updateで、Mixed Reality Viewerは3D Viewerへと置き換えられた。